# 趙金祁
趙金祁（1930年7月1日—2016年2月2日），上海市南匯人。美國俄亥俄州立大學科學教育博士，歷任國立臺灣師範大學軍訓教官、物理系主任、理學院長兼科學教育中心主任、國立中山大學教務長與校長，1987年至1992年擔任中華民國教育部政務次長，畢生關注國事，積極倡導求如的科學教育哲學理念。其子趙涵捷曾擔任國立宜蘭大學校長，國立東華大學校長，父子兩人共同擔任大學校長，傳為杏壇佳話。

## 學歷
- 國立臺灣師範大學物理學士
- 公費留學美國印第安納大學科學教育碩士
- 美國俄亥俄州立大學科學教育哲學博士

## 經歷
趙金祁1930年出生於上海，世代信奉天主教，又身處日本侵華之淪陷區，由天主教義裡要做僕役才可稱作服務眾人的聖訓，領會出孫中山闡釋政治家要做人民公僕的思想，使之參加三民主義青年團。歷經對日八年抗戰，促使他「科學救國」的想法萌芽，1947年他考取上海私立大同大学物理系，隔年共軍推進上海前放棄在大同大學的學習，往南至廣州中山大學讀書，1949年大陸淪陷來台後生活難以為繼，甚至曾在西門町賣電影畫報維生，時值中華民國政府提供大陸來臺學生復學讀書的機會，他因此考上臺灣省立師範學院理化系物理組，插班二年級就讀。
1952年趙金祁大學畢業後，他陸續在幾個公立學校擔任物理教師，直至1958年再回到臺灣省立師範學院物理系擔任助教。1966年，美國亞洲基金會（The Asia Foundation）提供公費獎學金給臺灣，鼓勵優秀的菁英去讀博士學位，趙金祁後於1974年取得俄亥俄州立大學科學教育哲學博士，是中華民國最早獲得科學教育博士的第一人。於美國俄亥俄州立大學攻讀博士時，深刻體認到科學該與人文緊密結合，否則人類會反而被大科學主義的意識型態反噬，帶來學術本身與社會發展無窮禍害。
曾任成功中學、省立師範學院（今國立臺灣師範大學）軍訓教官、花蓮工業職業學校教員兼訓導主任及救國團花蓮支隊組長及秘書、國立台灣師範大學物理系主任及理學院院長兼科學教育中心主任、物理教育學會首任理事長、國立中山大學教務長(1980年~1984年)與校長(1984年~1987年)及中華民國教育部政務次長(1987年~1992年)等要職。
趙金祁長期致力於台灣科學教育的推動與發展工作，對科學教育的政策制訂與推動著墨甚多。其任職國立臺灣師範大學科學教育研究所教授期間，不僅擘畫了科學教育的哲理架構、更力推大學通識化科學教育以及倡導認識科學的本質與特性等，在台灣的科學教育發展過程中扮演著關鍵的角色。趙金祁倡導科學與人文的融合及平衡，畢生與台灣科學教育的發展有極其重要的關係，培育無數科教菁英，有「台灣科學教育之父」之稱。
趙金祁曾就讀廣州中山大學理學院物理系，後於西子灣畔參與建設國立中山大學，從學生到教師、校長，兩度中山人的淵源既久且深。趙金祁任國立中山大學教務長時親手撰寫教務處所有章程，並以身作則發起「專心公務，嚴謹辦公」的行政風氣，務實嚴謹的工作態度及篤實徹底的行事風格令人印象深刻；其子趙涵捷回憶趙金祁以其嚴謹處事、重視細節著稱，如擔任教部政務次長時審核高爾夫球場證照，他一筆一筆項目對照，果然看出有塊地界「灌水」，堅持不發證照。趙金祁於校長任內興建各項重大工程包括圖書資訊大樓、活動中心、體育館以及填海造陸的田徑場等，並陸續成立五大學院。據中山大學教授黃文璋回憶，趙金祁任校長時不僅禮遇教師、為其尋覓租屋處外，亦更改原先簡短結束之校務會議，改為持續開會，以達成讓各教授充分討論之效果。
前總統蔣經國曾手寫紙條予給趙金祁，紙條上寫著「努力愛春華」5字，是趙金祁在杭州參加三民主義青年團時，蔣經國勉勵趙金祁愛惜青春年華，珍惜光陰、認真學習，但當年來不及寫日期，後來兩人在臺灣再度碰頭，由蔣經國補上日期。
趙金祁提出「三維人文科技通識架構」主張，建構科學教育的系統觀，並觀察到科學研究界經常有造假數據、掛名等亂象，人的慾望「侵蝕」科學研究本身，很多研究者的跋扈心態，「汙染」科學研究。據曾訪談趙金祁的陳復表示，趙金祁在1996年退休後更認真，大量書寫學術觀念和想法，並提出「求如」的觀念：趙金祁針對學術界層出不窮的造假亂象而提出「求如」的觀念與主張，指出「科學研究者，必須隨時自省和自覺」、「相比於科學方法，科學倫理和科學態度更重要。」現已成為台灣科學哲學領域探討的重要課題。
陳復於趙金祁晚年長期訪談，整理《趙金祁科教文集》，共同將訪談紀錄編纂成《趙金祁回憶錄》，趙金祁除對自己畢生經歷的回顧外，並基於對人類前景與科學教育的使命感，呼籲世人重視「求如」這個觀念的重要性。

## 著作
- 趙金祁：《趙金祁科教文集》（二冊）。台師大科教中心，2011年出版。
- 趙金祁/受訪；陳正凡/訪談：《趙金祁回憶錄》。台師大科教中心，2011年出版。

## 褒揚令
馬英九前總統2016年2月17日明令褒揚教育部前政務次長、國立臺灣師範大學教授趙金祁，總統褒揚令全文為：
教育部前政務次長、國立臺灣師範大學教授趙金祁，德茂識淵，智器博達。少歲卒業臺灣省立師範學院，旋渡洋修習，獲美國印第安納大學科學教育碩士、俄亥俄州立大學科學教育哲學博士學位，燃糠照薪，殫見洽聞。曾任國立臺灣師範大學物理系系主任、理學院院長、科學教育中心主任等職，亟力推動科學教育，參預課程規劃；碩擘中小學教材編制，厚實師資培訓；訏謨遠猷，迭擅聲華。復籌辦國立中山大學並任教務長及校長，完善校務硬體設備，精進師資教學品質，陶鑄菁莪，琢玉揚芬。嗣擢升教育部政務次長，推展學校誠實運動，強化家庭倫理教育；敷裕偏鄉教學資源，提升教師待遇福利；研擬師資培育法規，落實學生實習制度；恪慎勤謹，懋績脩廣。曾獲頒國立臺灣師範大學第四屆傑出校友獎、中華民國物理教育學會物理教育傑出貢獻獎特別獎、東亞科學教育學會傑出貢獻獎等殊榮。綜其生平，繼洙泗遺風－成桃李英才盛業；展百年至計－倡科學教育哲理，前緒遐軌，楷範永昭。遽聞嵩齡溘逝，軫悼良殷，應予明令褒揚，用示政府崇禮賢彥之至意。

## 外部連結
- 國立宜蘭大學生命教育研究室
- 求如：認識趙金祁先生的生命與哲學 （页面存档备份，存于）

| 教育職務     | 教育職務                                       | 教育職務      |
| ------------ | ---------------------------------------------- | ------------- |
| 中山大學     |                                                |               |
| 前任： 李 煥 | 中山大學校長 第二任 1984年7月1日－1987年7月1日 | 繼任： 林基源 |